# NGC 5360
NGC 5360 é uma galáxia espiral barrada (SB0-a) localizada na direcção da constelação de Virgo. Possui uma declinação de +04° 59' 03" e uma ascensão recta de 13 horas, 55 minutos e 38,4 segundos.
A galáxia NGC 5360 foi descoberta em 8 de Maio de 1864 por Albert Marth.